# دبليو. س. هاينز
دبليو. س. هاينز (بالإنجليزية: W. C. Heinz)‏ هو صحفي وكاتب أمريكي، ولد في 11 يناير 1915 في نيويورك في الولايات المتحدة، وتوفي في 27 فبراير 2008 في بينينغتون في الولايات المتحدة.